# William Keil

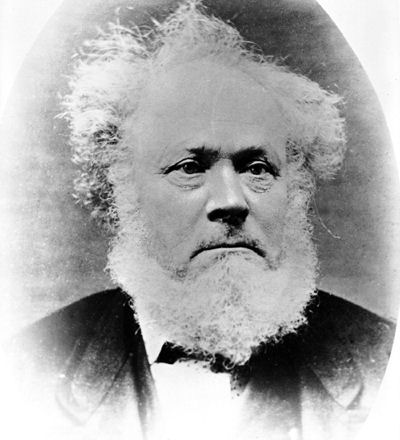
William Keil, um 1875

William Keil (* 18. März 1812 in Bleicherode, Königreich Westphalen, als Wilhelm Heinrich Kiel; † 30. Dezember 1877 in den Vereinigten Staaten) war ein deutsch-amerikanischer Prediger und der Gründer einer religiösen Gemeinschaft in Bethel im US-Bundesstaat Missouri und in Aurora in Oregon.
Seine Lehre war stark von lutherischen, pietistischen und methodistischen Grundsätzen beeinflusst. Kernbestandteil war dabei die als Goldene Regel bezeichnete Lehre von der Gegenseitigkeitsethik, in der dem Teilen der gemeinsamen Güter besondere Bedeutung zukam. Dabei bezog sich die Gemeinschaft etwa auf die Apostelgeschichte (4:32–37).

## Von Deutschland nach Amerika
Wilhelm Heinrich Kiel wurde während der Napoleonischen Kriege als Sohn lutherischer Eltern in Bleicherode, geboren. In Darmstadt arbeitete er als Putzmacher. Als junger Mann emigrierte er 1831 oder 1835 gemeinsam mit seiner Frau Louise, geb. Ritter, in die Vereinigten Staaten, womöglich inspiriert durch den mystischen Text einer Zigeunerin. In den USA änderte sich sein Nachname von Kiel zu Keil. Zunächst arbeitete er als Schneider in New York City, dann als Drogist und Arzt in Pittsburgh. Dort wurde er auch von utopischen und von Ideen der Erweckungsbewegungen beeinflusst.

## Priester und Prediger
Schließlich wurde er von William Nast (1807–1899) für den Deutschen Methodismus gewonnen und zum Priester geweiht. Bald trennte er sich jedoch von der Methodistischen Kirche, wurde zum unabhängigen Prediger und baute sich eine große Kongregation auf. Diese bestand überwiegend aus ehemaligen Mitgliedern der Harmony Society (vgl. Radikaler Pietismus), dazu kamen weitere Konvertiten, meist Deutsche und Niederländer.
Zusammen mit seiner deutschen Frau ging er nach Pennsylvania, wo er sich als Mystiker und Heiler ein gewisses Ansehen erwarb.

## Utopische Gemeinde in Missouri
1844 siedelte ein Teil der Gemeinschaft nach Bethel im Norden Missouris über, rund 70 km westlich von Hannibal, wo eine utopische Gemeinde entstand. Im nächsten Jahr folgten zahlreiche Anhänger, die einen Ort aufbauten. 1850 hatte die Kolonie 476 Mitglieder, Keil hatte in allen Fragen Entscheidungsgewalt. Jede Familie erhielt ein Haus, und jeder arbeitete entsprechend seinen Fähigkeiten und Kräften. Es wurde keinerlei Buch darüber geführt, wer was gegeben, geleistet oder erhalten hatte. Essen wurde jeden Samstag in den Gemeindeläden ausgegeben, Kleidung im Frühjahr und im Herbst ausgeteilt. Die meisten arbeiteten in der Landwirtschaft, doch betrieb man auch eine Gerberei, eine Schmiede, eine Säge- und eine Getreidemühle, eine Schneiderei, eine Destillerie sowie einige Webstühle. 1855 hatte die Gemeinschaft bereits 650 Mitglieder. Sie besaß 4000 Acre Land im Shelby County und über 700 im Adair County. Der wichtigste Grundsatz war: „Jeder nach seinen Fähigkeiten, jedem nach seinen Bedürfnissen.“

## Umsiedlung nach Oregon
Trotz großer Erfolge siedelte die Gemeinschaft zwischen 1853 und 1856 erneut um, diesmal nach Oregon. Dort entstand Aurora Mills. Dazu brach 1855 ein von 75 Bethel-Kolonisten geführter Treck aus 25 Planwagen auf und überwand die mehr als 3000 km zum Zielort. Kurz vor Reisebeginn starb jedoch Keils ältester Sohn Willie, dessen Leichnam – ihm war versprochen worden, er werde im ersten Wagen fahren – in Whisky konserviert wurde, um erst in Raymond im Washington-Territorium beigesetzt zu werden.
Der aus neun Männern bestehende Vortrupp wählte zunächst eine Siedlungsstelle an der Willapa Bay in Washington, doch erwies sich die Gegend als zu nass und zu abgelegen, um Landwirtschaft und Handel betreiben zu können. Nach einem harten Winter an der Willapa Bay reiste Keil auf der Suche nach einer geeigneteren Stelle nach Portland.

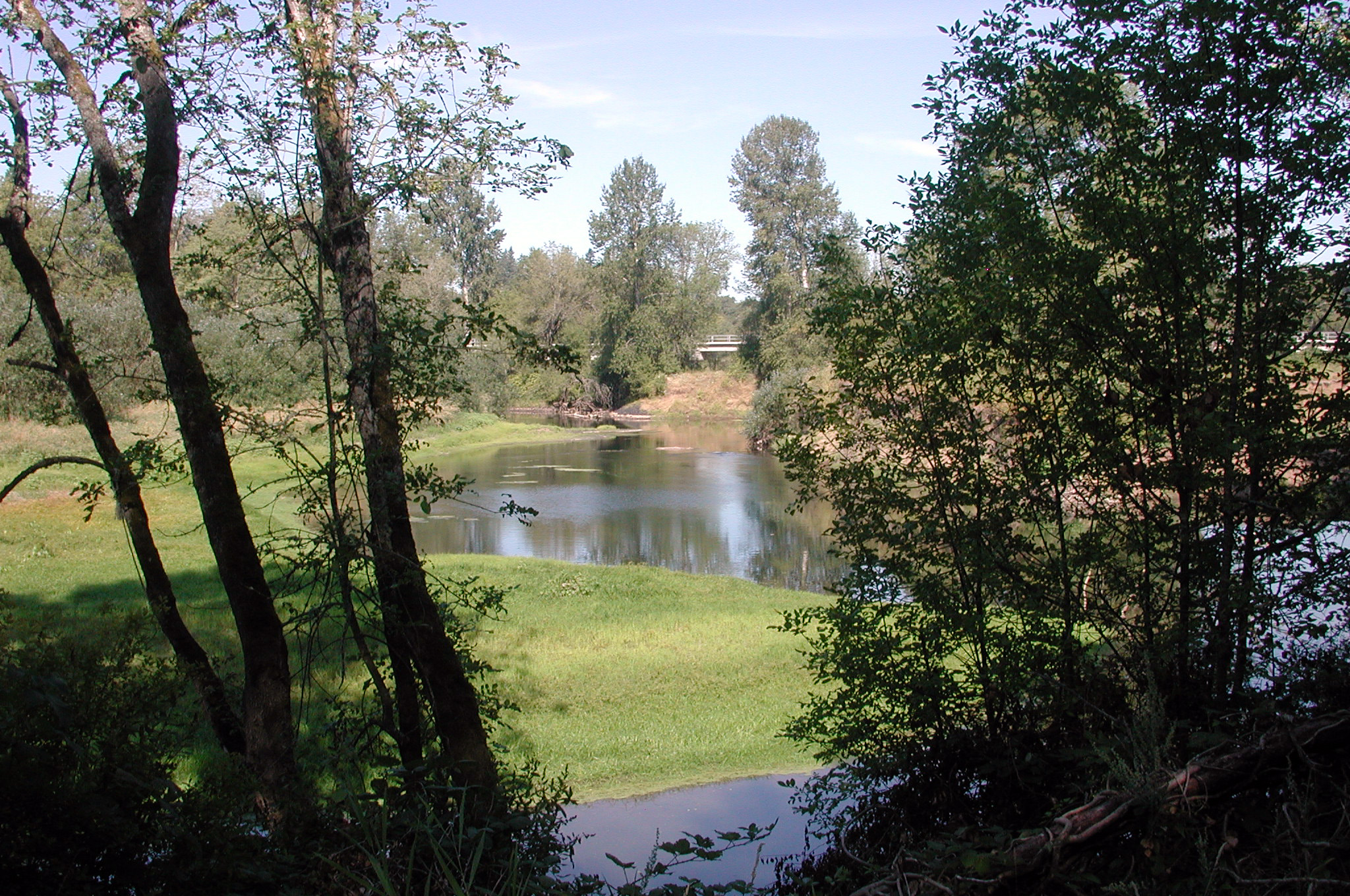
Der Pudding-Fluss nahe Aurora

1856 kaufte er Land am Pudding River. Nach der Ankunft im Tal des Willamette siedelte man zunächst mitten im Waldgebiet, um Material für den Hausbau zu haben. So baute die Gemeinschaft eine neue Kolonie, die den Namen von Keils Tochter erhielt: Aurora. Eine Säge- und eine Schrotmühle hatte Keil dem Vorbesitzer bereits abgekauft. Während in den nächsten Jahren andere Siedler auf dem günstigen Ackerland in Schulden gerieten, weil sie Holz teuer kaufen mussten, kauften die Kolonisten Keils nach und nach ihre Ländereien aus den Erträgen des Holzhandels. Zudem kaufte Keil den Nachbarn billige Äpfel ab und verkaufte aus den Schalen hergestellten Apfelessig für ein Mehrfaches. Bald war die Gemeinde auf Arbeitskräfte von außerhalb angewiesen, von denen viele auf Dauer blieben. Alkoholiker und „eitle“ Menschen mussten die Gemeinde allerdings wieder verlassen.
Keil führte sowohl die Kolonie in Missouri als auch die in Oregon. Nachdem 1867 der letzte Planwagen aus Missouri in Aurora eingetroffen war, lebten dort rund 600 Menschen auf einer Fläche von 18.000 Acres Land, in Missouri etwa 400. Die Kolonie verkaufte Obst aus ihren Gärten, Bauholz, Schuhe und Textilien, Möbel, Körbe und Metallwaren. Waren die Bedürfnisse der Gemeinde abgedeckt, konnten die einzelnen Mitglieder den verbleibenden Überhang zum eigenen Nutzen verkaufen. Keil legte größten Wert auf Außenkontakte, und so baute man ein Hotel, in dem deutsche Küche angeboten wurde. Auch trat Keil mit den Eisenbahngesellschaften in Kontakt, etwa der 1862 gegründeten Oregon & California Rail Road Company, um Aurora an das entstehende Eisenbahnnetz anzuschließen.

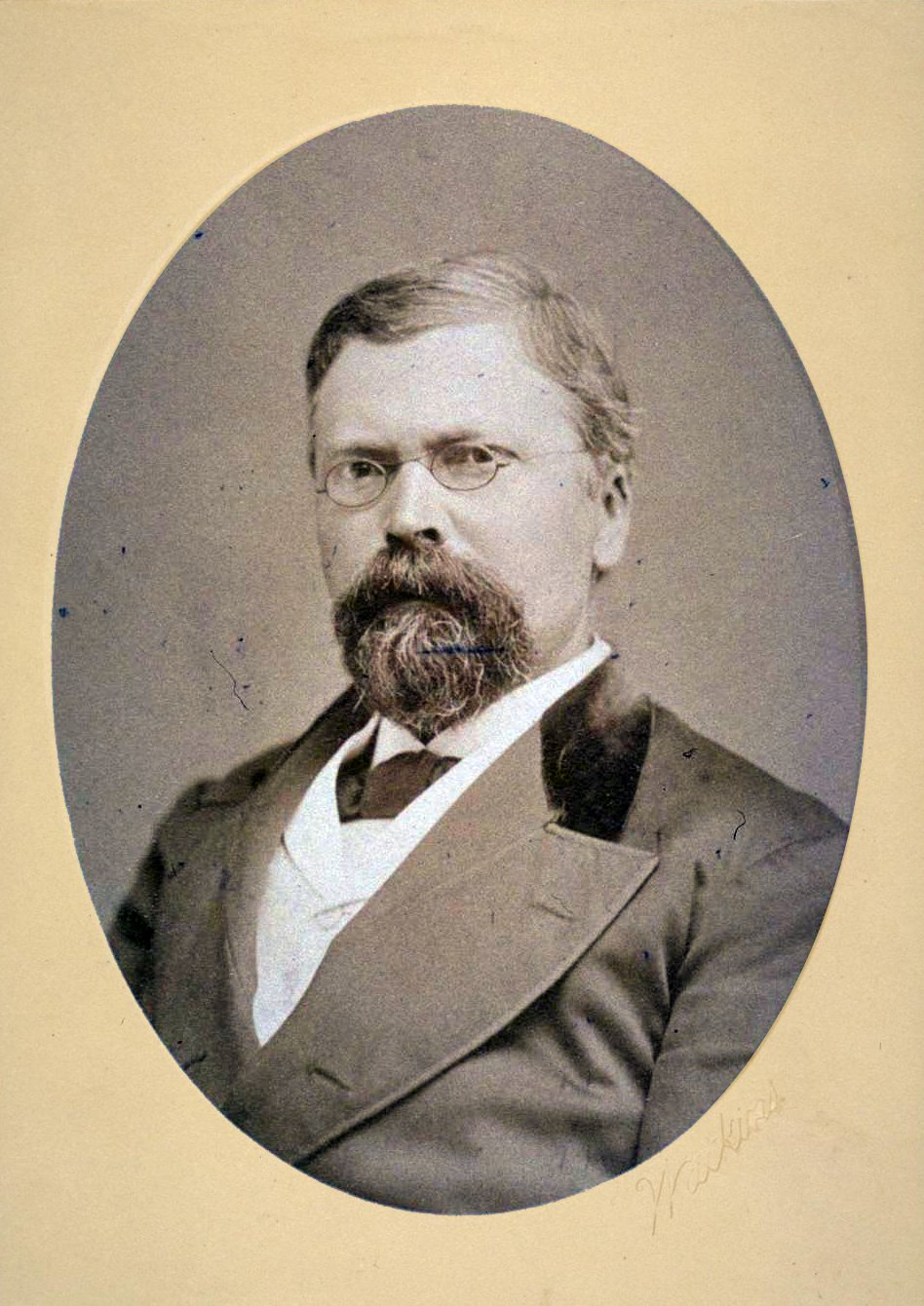
Charles Nordhoff machte Aurora („Dutchtown“) überregional bekannt

Bekannt wurde die Kolonie durch Charles Nordhoffs Buch The Communistic Societies of the United States. Harper & Brothers, New York 1875. Aurora war zu dieser Zeit unter dem Namen Dutchtown bekannt. Bahnreisende fanden das Hotel direkt gegenüber vom Bahnhof. Nordhoff zitiert einen Bekannten mit dem Ausspruch: „Oh, yes – Dutchtown; you’ll feed better there than any where else in the state.“ (O ja – Dutchtown, da kann man besser essen als irgendwo sonst im Staat.)
1872 entschloss sich Keil, den Familienoberhäuptern ihre Häuser, die bisher offiziell ihm persönlich gehörten, formal zu überschreiben.

## Nach Keils Tod
Nach Keils Tod im Jahr 1877 zerfiel die Gemeinschaft und löste sich 1879 in Missouri und 1883 in Oregon auf. Die Gemeindemitglieder erhielten einen Anteil an den Verkaufserlösen des Landes und der Gebäude. Viele übernahmen ihre eigenen Geschäfte, und zahlreiche Nachkommen leben noch heute in der Region.
Die dreißig verbliebenen Gebäude in Missouri stehen seit 1970 auf der Liste der wichtigen historischen Plätze, dem National Register of Historic Places. Dabei sind besonders Das Grosse Haus, ein Restaurant und Schlafplatz für Unverheiratete, das Ziegler Haus, der ehemalige Metallwarenladen, die Schule, das David Bower Haus, also der General Store, und als weitgehend im ursprünglichen Zustand erhaltene Häuser das David Bower Haus sowie das Büro der Kolonie (Colony Office) hervorzuheben.
Weniger blieb in Oregon erhalten. Die hölzerne Kirche wurde abgerissen, ebenso das Große Haus, das Keil gehört hatte. Der Bau des Highway 99E im Jahr 1933 und der einer Brücke über den Mill Creek im nächsten Jahr zerschnitten den Ort. Dennoch gelangten rund zwanzig Stätten 1974 ins National Register of Historic places, womit Aurora der erste Historic District in Oregon wurde.
Dabei war von erheblicher Bedeutung, dass nach der Feier zum 100. Jahrestag der Gründung 1956 der Beschluss zum Bau eines Museums getroffen wurde. 1963 verkaufte Amy Hurst ihr 1859/1860 erbautes Haus an die Aurora Colony Historical Society. Hier entstand das Old Aurora Colony Museum.